# Glehn (Korschenbroich)

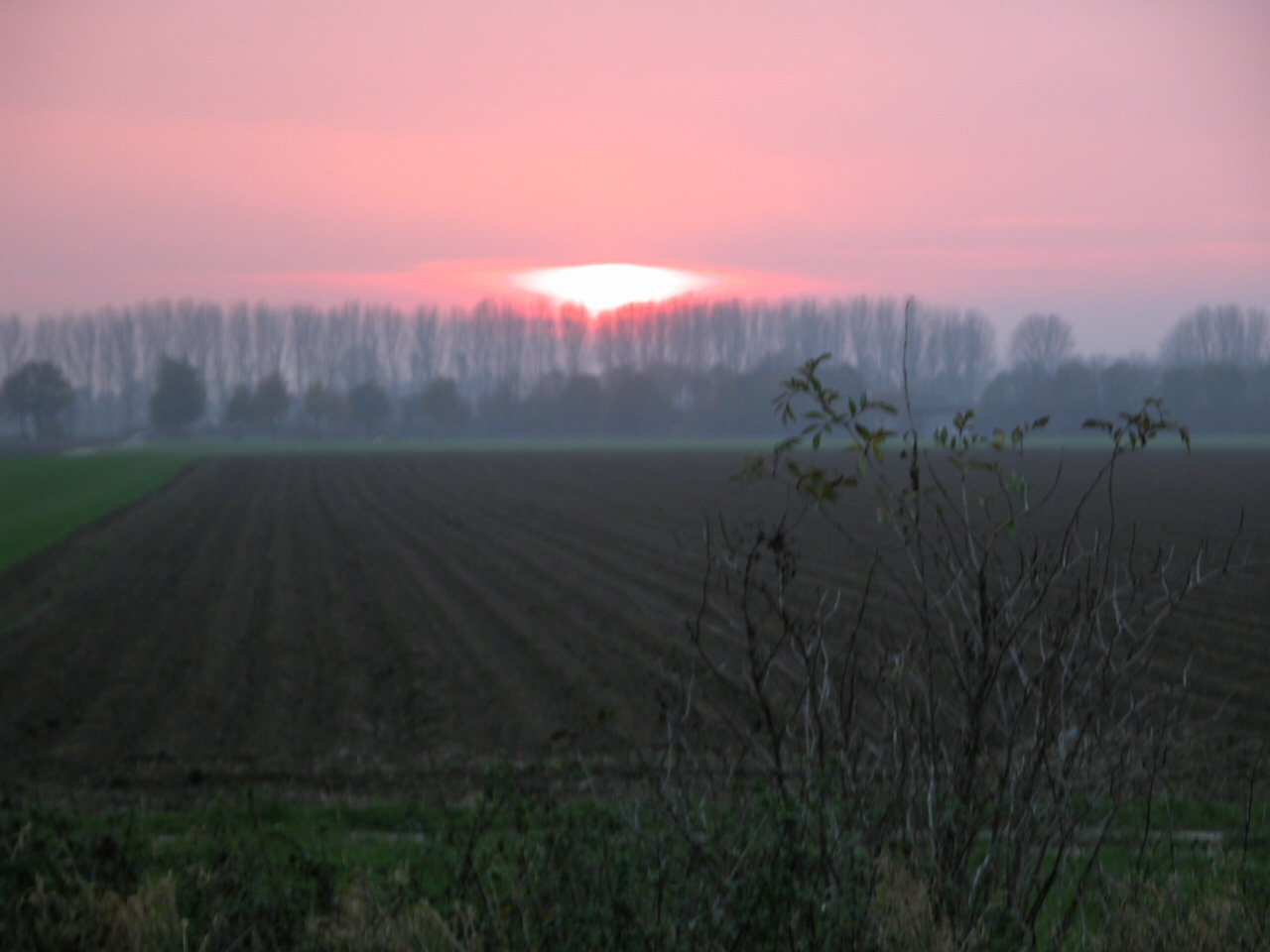
Abendsonne über Glehn (Februar 2005)

Glehn ist ein Stadtteil der Stadt Korschenbroich im Rhein-Kreis Neuss.

## Lage
Glehn grenzt im Norden an die Ortschaft Kleinenbroich. Östlich befindet sich der Neusser Stadtteil Holzheim und im Süden grenzt die Ortschaft an die Stadt Grevenbroich. Glehn hat eine Fläche von 14,28 km².
Der Stadtteil Glehn besteht aus den Ortschaften Glehn, Schlich, Epsendorf, Lüttenglehn und Scherfhausen.

## Geschichte

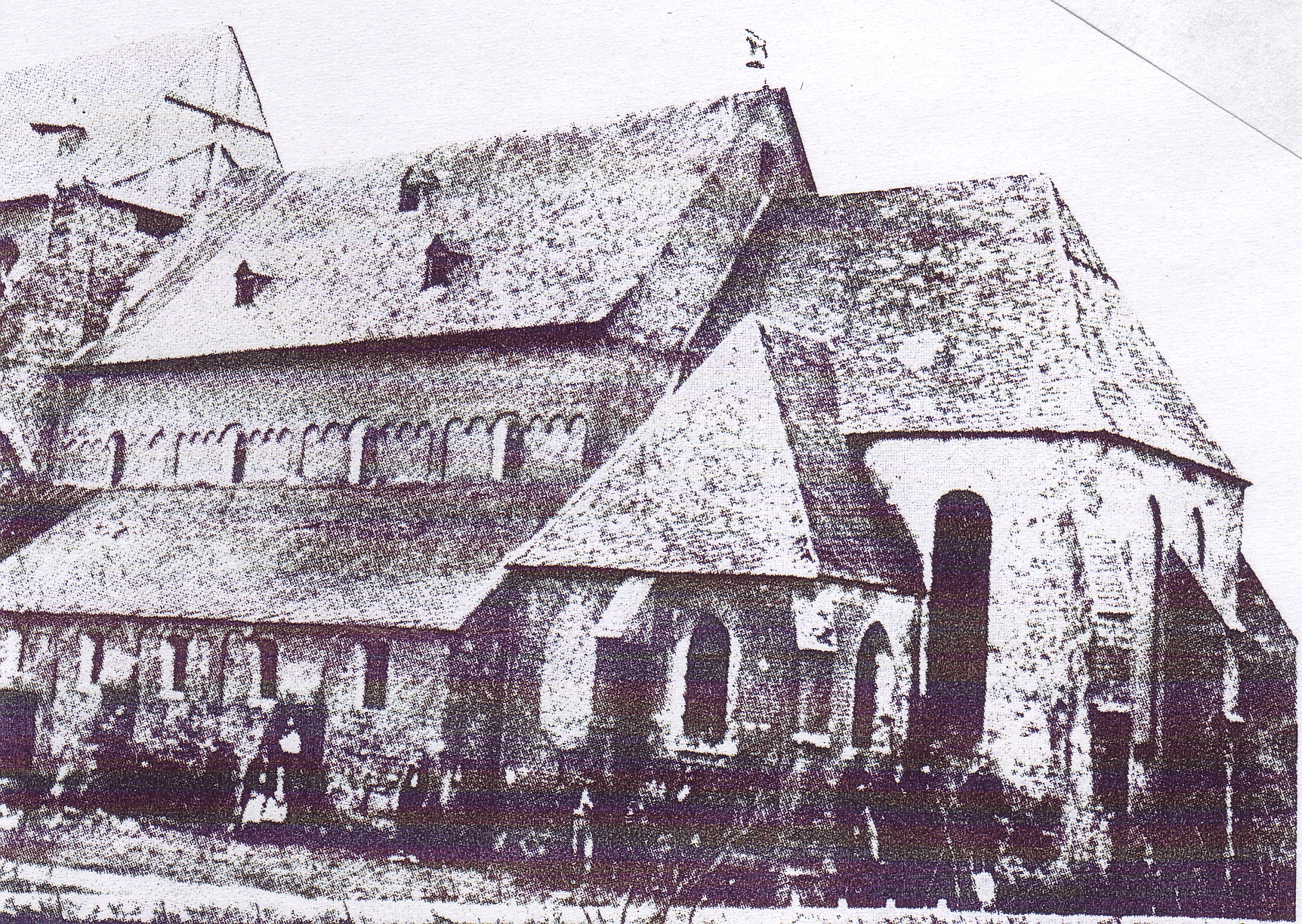
Die alte Kirche St. Pankratius 1868

Erstmals erwähnt wurde der Ort als „Glene“ im 12. Jahrhundert. Vermutlich ist das die alte Bezeichnung des durch Glehn fließenden Jüchener Bachs. Im Jahre 1276 wurde erstmals die katholische Pfarrei St. Pankratius erwähnt. Seit dieser Zeit etwa gehörte der Ort zum gräflichen Land im kurkölnischen Amt Hülchrath. 1794 wurde die Ortschaft von den französischen Revolutionstruppen besetzt. 1815 kam sie an das Königreich Preußen und 1816 an den Landkreis Neuß, gleichzeitig entstand die selbständige Gemeinde Glehn. Sie bestand aus den Ortschaften Glehn, Lanzerath, Epsendorf, Scherfhausen und Schlich. Im Jahre 1823 tauschte die Gemeinde Glehn den Ort Lanzerath gegen die Ortschaft Lüttenglehn mit der Gemeinde Grefrath. 1935 kam die Gemeinde Glehn an das Amt Glehn, zu dem noch die Gemeinde Liedberg gehörte.
Am 1. Januar 1975 wurde Glehn durch das Düsseldorf-Gesetz nach Korschenbroich eingemeindet. Letzter Bürgermeister der Gemeinde Glehn war Günter Wappenschmidt (CDU), sein Stellvertreter Peter Esser (CDU).
| Jahr | Einwohner |
| ---- | --------- |
| 1964 | 3647      |
| 1974 | 4471      |
| 2005 | 6042      |
| 2007 | 6097      |
| 2008 | 6103      |
| 2014 | 6064      |

## Wappen
| Wappen der früheren Gemeinde Glehn | Blasonierung: „Geteilt von Gold (Gelb) und Silber (Weiß); oben eine zweitürmige Burg mit roten Dächern und roten Fenstern; vorn der mächtigere Turm mit Zwiebelhaube, hinten der kleinere Turm mit Rundhaube; unten ein durchgehendes schwarzes Kreuz.“ |
| Wappen der früheren Gemeinde Glehn | Wappenbegründung: Das Wappen zeigt die stilisierte Wasserburg Haus Glehn, welche 1560 erbaut wurde sowie das Wappen von Kurköln zu dem Glehn früher gehörte.                                                                                            |

## Sehenswürdigkeiten

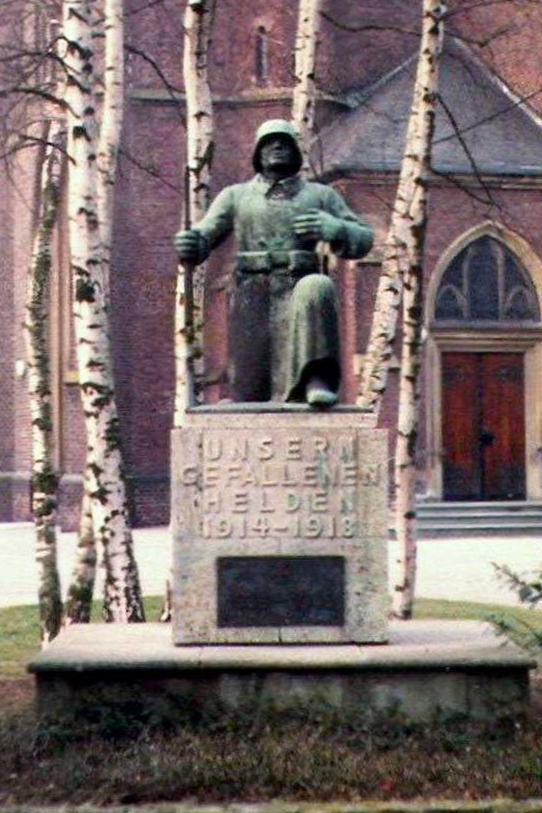
Das Kriegerdenkmal 1914–1918 an der katholischen Pfarrkirche St. Pankratius

- Katholische Pfarrkirche St. Pankratius
- Kloster der armen Dienstmägde Jesu Christi, heute Sitz des Technologiezentrums Glehn
- Haus Glehn, auch Fleckenhaus genannt. Hierbei handelt es sich um einen Renaissance-Adelssitz aus dem Jahre 1560. Er wurde von Dietrich von der Baalen, genannt Fleck, erbaut.
- Haus Schlickum, Schlich
- Rittergut Birkhof bei Lüttenglehn
- Gut Bickhausen
- Kriegerdenkmal für die Gefallenen des Ersten Weltkrieges. In der ehemals selbständigen Gemeinde Glehn wurde in den 1920er-Jahren auf dem Vorplatz der Kirche ein Kriegerdenkmal für die 1914–1918 gefallenen Söhne des Dorfes errichtet. Das Denkmal wurde nach einem Entwurf des Kölner Bildhauers Willy Meller geschaffen. Auf dem Sockel kniet ein betender Soldat mit Mantel und Stahlhelm, sein Gewehr hat er seitlich auf den Boden gestützt. Auf Initiative des Schützenvereins, wurde die gesamte Anlage um das Kriegerdenkmal im Jahre 2001 neu gestaltet. Der Verein kümmert sich bis heute um die Pflege des Denkmals.

## Öffentliche Einrichtungen
- Grundschule[4]
- Evangelische Friedenskirche[5]
- Jugendzentrum Sinnflut[6]

### Kindergärten
- Städt. integrative Kindertagesstätte Am Kerper Weiher[7]
- Katholische Kindertagesstätte St. Katharina[8]
- Städt. Kindergarten Schulstraße 9

### Heimatmuseum
Im Jahr 2010 eröffneten die Heimatfreunde Glehn im Alten Rathaus das Heimatmuseum. Die Wechselausstellungen befassten sich unter anderem mit den Themen Rübenkrautfabrik Titz, Lieblingsorte: Glehn aus Kindersicht und Kunst aus Glehn. Für das Jahr 2015 wird ein neues Konzept mit weiteren Ausstellungen zu aktuellen Themen erstellt.

## Sport
Der SV 1924 Glehn hat zwei Herren-Fußballmannschaften in der Kreisliga, eine Damenmannschaft in der Landesliga und eine weitere Damenmannschaft ebenfalls in der Kreisliga. Weiterhin gibt es den Glehner Turnverein 1963 e. V. den Glehner Tennisclub 1977 e. V., den Tischtennisclub Grün Weiß Lüttenglehn 1966 e. V. und die Tisch-Tennis-Sport-Freunde Glehn 1951 e. V.

## Verkehr

### Straßenverkehr
Glehn grenzt im Norden an die Bundesstraße 230, die nach wenigen Kilometern zur Bundesautobahn 46 führt. Diese führt westlich Richtung Heinsberg und östlich Richtung Düsseldorf und Wuppertal. Durch das Autobahnkreuz Neuss-West ist die Bundesautobahn 57, die von Goch nach Köln führt, zu erreichen.

### ÖPNV
Sowohl durch die NEW mobil und aktiv Mönchengladbach mit den Linien 031 und 034, als auch durch die Busverkehr Rheinland GmbH mit der Linie 864 und 867 ist Glehn an die Nachbarstädte bzw. -orte angebunden. Zusätzlich gibt es noch einen Bürgerbus (Bürgerbus-Korschenbroich BBK), der insgesamt aus 4 Routen besteht, wovon 3 direkt durch Glehn führen. Allerdings können alle 4 Routen ohne Umsteigen gefahren werden.
| Linie | Linienverlauf |
| ----- | --- |
| 031   | Mönchengladbach Hbf – Korschenbroich – Pesch – Liedberg (– Glehn – Steinforth)                                               |
| 034   | Kleinenbroich – Glehn – Lüttenglehn                                                                                          |
| 864   | Düsseldorf Heerdt – Neuss – Glehn – Liedberg – Giesenkirchen                                                                 |
| 867   | Korschenbroich-Steinforth, Rubbelrath – Glehn – Kleinenbroich Bf                                                             |
| BBK   | Glehn – Glehn Umland – Glehn – Liedberg – Pesch – Korschenbroich – Kleinenbroich – Korschenbroich – Pesch – Liedberg – Glehn |